# Chó Cur Miền núi
Chó Cur Miền núi là một loại chó làm việc được lai tạo đặc biệt để săn đuổi động vật leo cây và theo dõi các cuộc đi săn với các đối tượng nhỏ, như sóc và gấu trúc. Ngoài ra, chúng cũng được sử dụng để tham gia quá trình săn bắn và tham dự các chuyến đi săn lớn với các đối tượng săn bằn như gấu và lợn rừng. Ngoài ra, chúng còn đóng vai trò là một con chó nông trại với trợ giúp nhiều công việc khác nhau. Chó Cur là thành viên của nhóm chó săn và Chó Cur Miền núi là một trong nhiều loại thuộc nhóm chó Cur. Chó thuộc giống chó này cũng có thể được sử dụng như chó săn, có khả năng nhặt con mồi tại các môi trường nước. Giống chó này chủ yếu được nuôi ở Ohio, Kentucky, Virginia và Tennessee, đã được đăng ký với Liên Hiệp các Câu lạc bộ Chăm sóc Chó từ năm 1998. Hiệp hội nhà tạo giống Chó Cur Miền núi được thành lập vào năm 1957.

## Tính cách
Chó Cur Miền núi là một giống chó có tư chất thông minh, dễ huấn luyện và không quá hung bạo nhưng cũng không nhút nhát. Chúng được thuật lại là luôn cố gắng làm hài lòng chủ nhân, giống chó này không phải là chó phản chủ, trong lịch sử nhiều con chó giống này đã chết vì chiến đấu để bảo vệ gia đình chủ nhân khỏi những kẻ tấn công hoặc những con thú săn mồi nguy hiểm.
Những con chó giống Cur được lai tạo để làm việc và nếu không có cơ hội đi săn, bảo vệ, hoặc làm việc xung quanh một trang trại, chúng sẽ sinh ra lo lắng và chán nản. Khi có việc để làm, những con chó này nhìn chung là hạnh phúc và vâng lời, có thể hòa nhập tốt với trẻ em và các vật nuôi khác.